# Китайська імперія (1915–1916)
39°54′00″ пн. ш. 116°23′00″ сх. д. / 39.9° пн. ш. 116.38333333333° сх. д.
Китайська імперія — короткочасна спроба державного діяча, генерала та президента Юань Шикая з кінця 1915 до початку 1916 року відновити монархію в Китаї, ставши імператором Хунсянь. Спроба була невдалою; це відкинуло китайську республіканську справу на багато років назад і призвело до періоду конфлікту між різними місцевими воєначальниками.

## Підготовка до формування

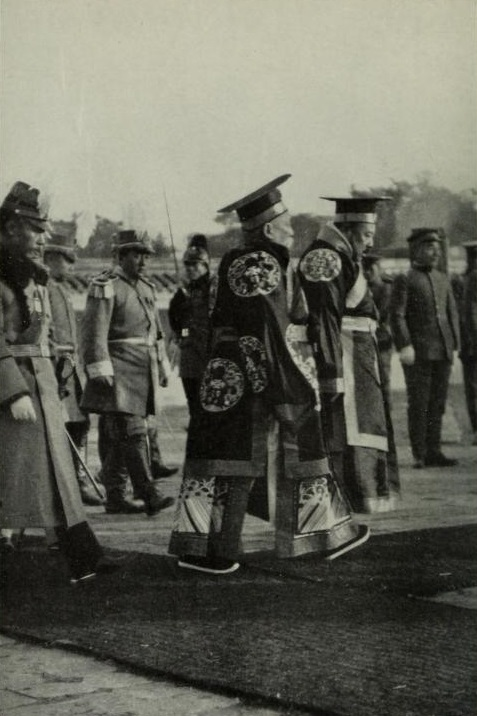
Імператор Хунсянь на церемонії коронації

Після того, як Юань Шикай був призначений другим Тимчасовим Великим Президентом Китайської Республіки, встановленим Сунь Ятсеном, він зробив різні кроки для зміцнення своєї влади та усунення лідерів опозиції з посади.  І Сунь, і Юань були «модернізаторами», Сунь був «радикальним революціонером», тоді як Юань був «консервативним реформатором».
Щоб забезпечити власну владу, він співпрацював з різними європейськими державами, а також з Японією. Приблизно в серпні 1915 року він наставляв Ян Ду (楊度) та ін. вимагати підтримки повернення монархії. 11 грудня 1915 року збори одноголосно обрали його імператором. Юань урочисто відмовився, але «поступився» і негайно погодився, коли того дня Національна асамблея знову подала петицію.
12 грудня Юань за підтримки свого сина Юань Кедіна проголосив Китайську імперію, назвавши себе «Великим імператором Китайської імперії», взявши назву епохи Хунсянь («Просування Конституції»). Однак Юань, тепер відомий як імператор Хунсянь, відклав обряд вступу до 1 січня 1916 року. Він вилучив маньчжурський одяг з культури та відродив одяг ханьців, але вніс у нього деякі зміни. Він одягнув новий одяг Хань, щоб відвідати генеральну репетицію, але це було саботовано його корейською наложницею. 
Незабаром після цього імператор Хунсянь почав роздавати титули перства своїм найближчим родичам і друзям, а також тим, кого, на його думку, він міг купити титулами. 
Сім'я Айсін Ґьоро з династії Цін, яка тоді жила в Забороненому місті, «схвалила» вступ Юаня на посаду імператора і навіть запропонувала «королівський шлюб» дочки Юаня з Пуї, останнім монархом Цін. 

## Перебіг подій

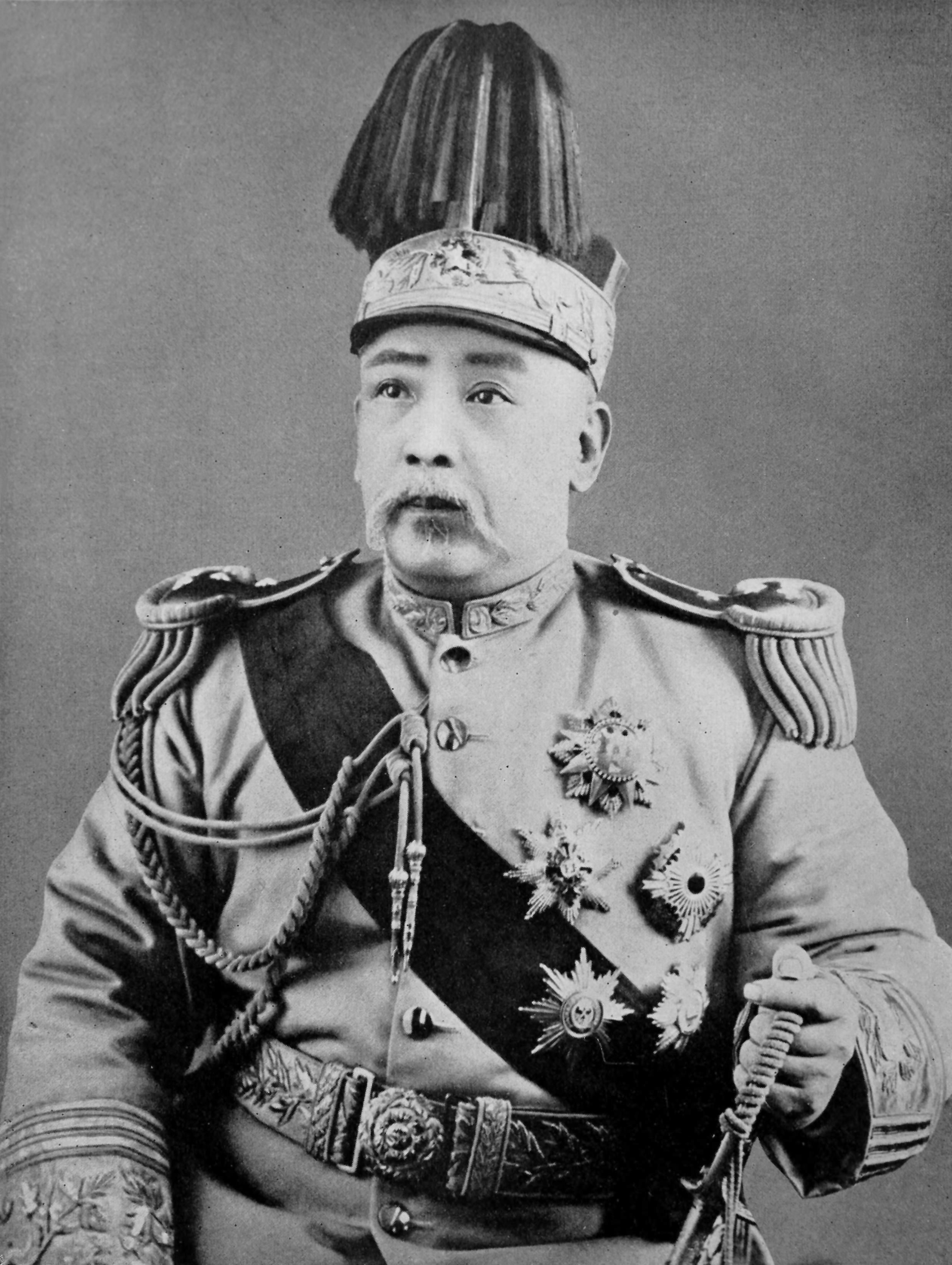
Юань Шикай як імператор Хунсянь свого нового імперського Китаю

1916 рік мав стати «роком 1 Хунсянь» (洪憲元年), а не «5 рік Республіки» (民國五年), але імператору Хунсянь протистояли не лише революціонери, але, що набагато важливіше, його підлеглі воєначальники, які вважали, що прийняття Юанем монархії дозволить йому правити, незалежно від підтримки військових.
Після його інавгурації почали повставати провінція за провінцією, починаючи з Юньнані на чолі з губернатором імператора Цай Е та генералом Тан Цзяо та Цзянсі на чолі з губернатором Лі Лі Цзюнь. Повстанці сформували Національну армію захисту (護國軍) і таким чином почалася Війна за захист респубіки. Після цього інші провінції проголосили незалежність від Імперії. Імператорські генерали Бейян, чиї солдати жодного разу не отримували платню від імперського уряду, не розпочали агресивної кампанії проти Армії національної охорони, і Бейянська армія зазнала численних поразок, незважаючи на те, що була краще навчена та оснащена, ніж Армія національної охорони.
Побачивши слабкість і непопулярність імператора Хунсянь, іноземні держави відмовилися від своєї підтримки (але не обрали сторону у війні). Японська імперія спочатку погрожувала вторгненням, потім зобов'язалася повалити імператора Хунсянь і визнала, що обидві сторони конфлікту перебувають «у стані війни», і дозволила японським громадянам допомагати республіканцям. Зіткнувшись із загальною опозицією, імператор неодноразово відкладав обряди вступу на престол, щоб заспокоїти своїх ворогів. Фінансування церемонії було припинено 1 березня. 17 березня Юань обговорював з Лян Шиї відмову від монархії, а 22 березня відмовився від неї. Рік «Хунсянь» було скасовано 23 березня, і була відновлена Республіка. Всього Юань правив 83 дні.

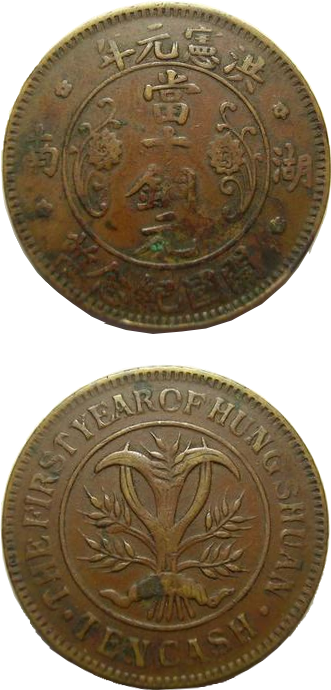
Десятиготівкова монета Китайської імперії з датою «Hongxian Year 1»

Після смерті президента Юаня 6 червня віце-президент Лі Юаньхун обійняв посаду президента і призначив генерала Бейяна Дуань Ціжуя своїм прем'єр-міністром і відновив Національну асамблею та тимчасову Конституцію. Однак центральна влада пекінського уряду була значно ослаблена, і занепад імперії Юань занурив Китай у період воєнного командування .

## Національна символіка
Хоча назву країни китайською мовою було змінено на «Китайська імперія» (і «Хунсянь» для державних справ), імператор Хунсянь продовжував використовувати «Китайська республіка» як англійську назву.
Імператор Хунсянь створив Управління ритуальних правил (禮制館), яка випустила новий офіційний гімн Китайської Республіки «Китай героїчно стоїть у Всесвіті» (中華雄立宇宙間) у червні 1915 р. Її слова були написані Інь Чанг (廕昌) і музика Ван Лу (王露). Текст пісень був дещо змінений у грудні 1915 року з «Five Races Under One Union» (共和五族) замінено на勳華揖讓(Shanrang, стародавня система китайського імператора, який поступався місцями іншим в епоху Яо та Шунь), яка використовуватиметься під час правління імператора Hongxian.
| Китайська лірика                                                                      | Український переклад |
| ------------------------------------------------------------------------------------- | --- |
| 中華雄立宇宙間， 廓八埏， 華冑來從崑崙巔， 江河浩盪山綿連， 勳華揖讓開堯天， 億萬年。 | Китай стоїть високо у всесвіті. Вісім театрів міста Китайці прийшли з вершини Куньлуня. Річки та гори безмежні. Китайський народ прийшов з вершини Куньлуня. Сто мільйонів років. |

Яо був легендарним китайським правителем. Епоха Яо і Шунь (堯天舜日) — це ідіома з чотирьох символів, яка означає часи миру та процвітання.
Національний прапор було змінено з оригінального п'ятисмугового прапора на такий, де червона смуга є хрестом по центру; однак широко використовуваною версією був прапор із колишньою червоною смугою як андріївський хрест.
Державний герб залишався державним гербом Китайської Республіки (1913—1928), Національним гербом Дванадцяти символів суверенітету (十二章國徽).

## Список осіб, яким імператор Хунсянь присвоїв звання перів

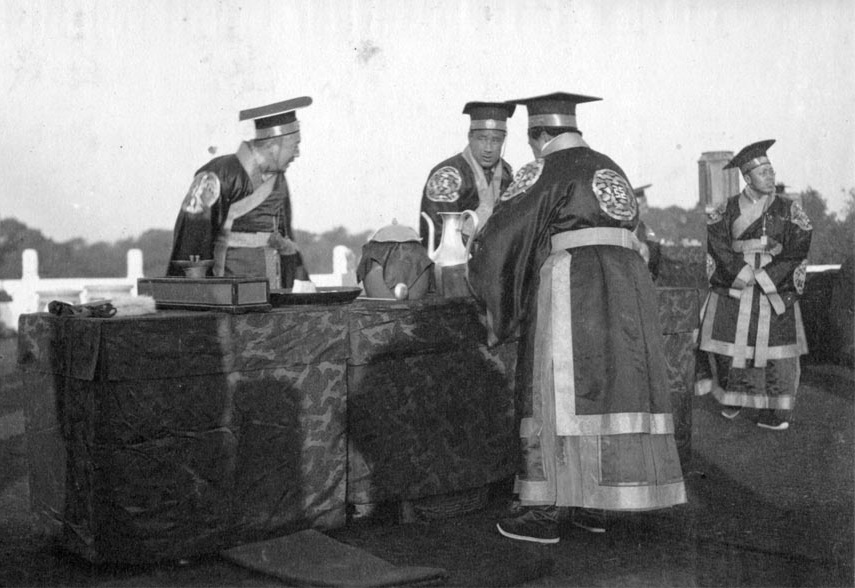
Юань Шикай (перший зліва) приносить жертви небу на церемонії зимового сонцестояння, 23 грудня 1914 року.

### Наслідний принц (皇太子)
- Юньтай (云台)

### Князь першого рангу Уї (武義親王)
- Герцог Яньшен Конг Ліньї (衍聖公 孔令貽)[5]
- Лі Юаньхун (黎元洪)

### Герцоги першого рангу (一等公)
- Дуань Чжигуй (段芝貴)
- Фен Гочжан (馮國璋)
- Цзян Гуіті (姜桂題)
- Лю Гуаньсюн (劉冠雄)
- Лонг Цзигуан (龍濟光)
- Ні Січонг (倪嗣衝)
- Чжан Сюнь (張勳)

### Маркізи першого рангу (一等侯)
- Чень І (陳儀)
- Лі Чун (李純)
- Лу Жунтін (陸榮廷)
- Тан Цзяо (唐繼堯)
- Тан Сянмін (湯薌銘)
- Ван Чжаньюань (王占元)
- Янь Сішань (閻錫山)
- Чжао Ті (趙倜)
- Чжу Жуй (朱瑞)

### Графи першого рангу (一等伯)
- Цао Кун (曹錕)
- Цзінь Юньпен (靳雲鵬)
- Лу Цзяньчжан (陸建章)
- Мен Енюань (孟恩遠)
- Ці Яолінь (齊耀琳)
- Цюй Інгуан (屈映光)
- Тянь Веньлі (田文烈)
- Ян Шанде (楊善德)
- Ян Цзенсінь (楊增新)
- Чжан Мінці (張鳴岐)
- Чжан Сілуань (張錫鑾)
- Чжу Цзябао (朱家寶)

### Віконти першого рангу (一等子)
- Лі Хоудзі (李厚基)
- Лю Сяньші (劉顯世)
- Чжан Гуанцзянь (張廣建)
- Чжу Цінлань (朱慶瀾)

### Барони першого рангу (一等男)
- Цай Рукай (蔡儒楷)
- Чень Бінкунь (陳炳焜)
- Дуань Шуюнь (段書雲)
- Хе Цзунлян (何宗蓮)
- Джин Йон (金永)
- Лонг Цзяньчжан (龍建章)
- Лонг Цзінгуан (龍覲光)
- Лу Юнсян (盧永祥)
- Лю Дяоюань (呂調元)
- Ма Аньлян (馬安良)
- Пан Джуін (潘矩楹)
- Ци Ян (戚揚)
- Рен Кечен (任可澄)
- Шень Цзіньцзянь (沈金鑑)
- Ван Ітан (王揖唐)
- Сюй Шіїн (許世英)
- Чжан Хуайчжи (張懷芝)

### Барон третього рангу (三等男)
- Фен Юйсян (馮玉祥)
- Хе Фенлінь (何丰林)
- Сюй Ланьчжоу (許蘭洲)